# Rudolf Winkler (Geistlicher)
Adam Rudolf Winkler auch Adam Rudolf von Winkler (* 1. Septemberjul. / 13. September 1855greg. in Reval; † 24. Junijul. / 7. Juli 1917greg. ebenda) war ein deutsch-baltischer Geistlicher.

## Leben

### Herkunft und Familie
Winkler war Angehöriger einer seit dem 17. Jahrhundert in Estland ansässigen Pastorenfamilie, die womöglich bereits 1650 in den Reichsadelsstand, in jedem Fall 1838 in den russischen Adel erhoben wurde. Seine Eltern waren der promovierte Mediziner und praktizierende Arzt Alexander Winkler und Annette Luise, geb. Knüpffer, eine Schwester des Architekten Rudolf Otto von Knüpffer (1831–1900). Der Maler Karl Alexander von Winkler war sein Bruder.
Er vermählte sich 1885 mit Marie Hörschelmann. Aus der Ehe sind mehrere Töchter und Söhne hervorgegangen, darunter Theodor Ferdinand Alexander Winkler.

### Werdegang
Winkler erhielt Häuslichen Unterricht, bevor er in den Jahren 1864 bis 1875 die Domschule in Reval besuchte. Im Jahr 1876 war er Hauslehrer in Kaltenbrunn und begann im selben Jahr sein Theologiestudium an der Kaiserlichen Universität Dorpat, wo er Mitglied der Estonia war. Dem Studium schloss sich 1882 ein Probejahr bei Pastor Hörschelmann in Karusen und Pastor Bruhns in Nissi an. Ebenfalls im Jahr 1882 war noch estländischer Pfarrvikar und wurde Pastor-Adjunkt in Wesenberg. Dann war er von 1885 bis 1901 Pastor in St. Jürgens in Harrien. Seit 1901 war Winkler Pastor der Domkirche in Reval und seit 1904 auch Propst des Ostharrischen Kreises. 1910 wurde er Assistent des Konsistoriums und war bis 1911 Vorstandsglied der Deutschen Vereinigung in Estland. Von 1913 bis 1914 wirkte er als Religionslehrer an der Domschule.
Im Jahr 1915 wurde er nach Irkutsk in Sibirien verbannt und konnte erst in seinem Todesjahr nach Reval zurückkehren.
Winkler war 1900/1901 Direktor der Historischen Sektion der Ehstländischen Literärische Gesellschaft und seit 1907 korrespondierendes Mitglied der Kurländischen Gesellschaft für Literatur und Kunst. Er verfasste und veröffentlichte mehrere Abhandlung zur estländischen Kirchengeschichte der Schwedenzeit.